# Егорова, Анна Дмитриевна
Анна Дмитриевна Егорова (род. 31 мая 1998, Калининград) — российская пловчиха. Бронзовый медалист Чемпионата Европы (2018) на дистанции 800 метров вольным стилем.

## Карьера
В сборной команде России с 2017 года. Мастер спорта международного класса.
Выступает за СК «Дружба» (Ханты-Мансийск) и Калининградскую область.
В 2018 году на чемпионате Европы в Глазго сумела доплыть третей и завоевать бронзовую медаль на дистанции 800 метров вольным стилем с результатом 8:24.71.
В мае 2021 года на чемпионате Европы в Будапеште, Анна в составе смешанной эстафетной четвёрки России на дистанции 4 по 200 метров вольным стилем завоевала бронзовую медаль. На дистанции 800 метров вольным стилем также стала бронзовым призёром, показав время 8:26,56. На дистанции 400 метров вольным стилем Анна завоевала серебряную медаль.